# Путна (село)
Путна (рум. Putna) — село в жудеце Сучава в Румынии. Входит в состав коммуны Путна.
Село расположено на расстоянии 383 км к северу от Бухареста, 53 км северо-западнее Сучавы.

## Население
По данным переписи населения 2002 года в селе проживало 2414 человек. Родным языком 2409 человек (99,8 %) назвали румынский.
Национальный состав населения села:
| Национальность | Количество людей | Процент |
| -------------- | ---------------- | ------- |
| румыны         | 2400             | 99,4 %  |
| немцы          | 8                | 0,3 %   |